# Helga Niessen
Helga Niessen Masthoff, nemška tenisačica, * 11. november 1941, Essen, Nemčija.
V posamični konkurenci je največji uspeh kariere dosegla leta 1970, ko se je uvrstila v finale turnirja za Odprto prvenstvo Francije, kjer jo je premagala Margaret Court v dveh nizih. Na turnirjih za Odprto prvenstvo ZDA se je najdlje uvrstila v polfinale leta 1973, na turnirjih za Odprto prvenstvo Avstralije v četrtfinale leta 1976, kot tudi na turnirjih za Odprto prvenstvo Anglije v letih 1970 in 1974. V konkurenci ženskih dvojic se je leta 1976 uvrstila v finale turnirja za Odprto prvenstvo Francija skupaj s Kathleen Harter. Nastopila je na Olimpijskih igrah 1968, kjer je bil tenis demonstracijski šport, in osvojila zlati medalji v posamični konkurenci in konkurenci ženskih dvojic, v konkurenci mešanih dvojic pa srebrno medaljo.

## Finali Grand Slamov

### Posamično (1)

#### Porazi (1)
| Leto | Turnir                    | Nasprotnica v finalu | Rezultat finala |
| 1970 | Odprto prvenstvo Francije | Margaret Court       | 2–6, 4–6        |

### Ženske dvojice (1)

#### Porazi (1)
| Leto | Turnir                    | Partnerica      | Nasprotnici v finalu            | Rezultat finala |
| 1976 | Odprto prvenstvo Francije | Kathleen Harter | Gail Sheriff Fiorella Bonicelli | 4–6, 6–1, 3–6   |